# Allan Hansen (DBU)
 Der er flere personer med dette navn, se Allan Hansen.
Allan Hansen (født 27. februar 1949 i Bogense) er en dansk idrætsleder, der var formand for Dansk Boldspil-Union (DBU) fra 2002 til 2014.

## Karriere
Allan Hansen blev efter endt skolegang udlært som murer. Derefter begyndte han på Politiskolen, og han har været ansat ved Politiet siden 1971. Siden 1981 har han været ansat som kriminalassistent ved politiet i Fredericia.

### Fodbold
Hansen har spillet fodbold på amatørbasis i Bogense, Gentofte og Middelfart. I 1974 påtog han sig det første organisatoriske arbejde i en forening, da han kom i bestyrelsen for Ndr. Birks og Fredericia Politis Idrætsforening. I perioden 1984-1994 var han bestyrelsesmedlem og ungdomsformand Middelfart Gymnastik & Boldklub. Allan Hansen var aktiv fodbolddommer fra 1978-1984.
Han blev i 1997 formand for Fyns Boldspil-Union og samtidig medlem af Dansk Boldspil-Unions bestyrelse. I februar 2002 var Allan Hansen én af to kandidater til formandsposten i DBU, efter at Poul Hyldgaard trak sig tilbage efter 11 år som formand. Allan Hansen vandt med 92 stemmer, mod hans modstanders, daværende næstformand Henning R. Jensen, 46 stemmer.
I juni 2013 meddelte Allan Hansen at han ikke ville genopstille når hans formandsperiode udløb den 1. marts 2014. Han blev afløst af Jesper Møller, da denne var eneste kandidat ved formandsvalget. Hansen fortsatte som medlem af UEFAs Excecutive Committee og FIFAs Audit & Compliance Committee.